# Alejo Véliz
Alejo Véliz, né le 19 septembre 2003 à Gödeken (es), est un footballeur argentin qui évolue au poste d'avant-centre à Rosario Central, en prêt de Tottenham Hotspur.

## Biographie
Alejo Véliz est né à Gödeken, une petite ville de la province de Santa Fe, à environ 120 km de la ville de Rosario. À seulement trois ans, il commence à jouer au football dans le club de sa ville natale, mais à l'âge de six ans, lui et sa famille déménagent à Bernardo de Irigoyen (es), une autre ville de Santa Fe, où il commence rapidement à jouer au Club Unión Deportivo. y Cultural, dont il fréquente toutes les équipes de jeunes jusqu'à l'âge de seize ans.

### Carrière en club

#### Rosario Central
Fin 2019, Véliz fait ses premiers essais avec Rosario Central,, mais il ne commence à jouer effectivement pour le club que plus d'un an plus tard, les compétitions de jeunes ayant été interrompues par la pandémie de covid.
Alejo Véliz fait ses débuts professionnels pour Rosario Central le 23 juillet 2021, remplaçant Alan Marinelli (es) lors d'une victoire 1-0 à domicile contre le club vénézuélien du Deportivo Táchira, pour les huitièmes de finale de la Copa Sudamericana,,.
Mais s'il dispute quelques matchs en Primera División cette saison-là, c'est lors de la suivante qu'il se démarque vraiment, marquant son premier but le 2 mai 2022 lors de la défaite 2-1 à l'extérieur en Copa de la Liga contre le Club Atlético Huracán,.
Il marque sa deuxième réalisation lors du match suivant dans la compétitions, une victoire 3-1 contre Estudiantes, dans une rencontre qui marque également la fin de carrière de son idole et mentor, Marco Ruben, au Gigante de Arroyito,,.
Alejo Véliz commence réellement à faire les gros titres le 21 juillet 2022, date où il marque le seul but de la victoire du Rosario Central en Primera División contre les Newell's Old Boys dans l'historique Clásico rosarino (es),,,,.
Il fait alors partie avec des joueurs comme Facundo Buonanotte d'une jeunesse qui est mise au premier plan avec le club de Rosario.

#### Tottenham Hotspur
Lors du mercato estival de 2023, Tottenham Hotspur annonce l'arrivée d'Alejo Veliz, 19 ans, en provenance de Rosario Central (Argentine). Le jeune avant-centre a paraphé un contrat de six ans avec les Spurs, pour un montant de treize millions de livres selon le Daily Mail, soit près de quatorze millions d'euros.

#### FC Séville
En janvier 2024, le Séville FC annonce officiellement l’arrivée d’Alejo Véliz en provenance de Tottenham Hotspur. Le jeune attaquant de 20 ans débarque sous la forme d’un prêt sans option d’achat jusqu’à la fin de la saison. Il portera le dossard 10 laissé vacant depuis le départ d'Ivan Rakitic.

### Carrière internationale
Alejo Véliz est appelé pour la première fois en équipe d'Argentine des moins de 20 ans par Fernando Batista (es) en octobre 2021.
Il est ensuite également convoqué par le nouveau sélectionneur des U20 Javier Mascherano en février 2022, puis au printemps suivant. Il joue la Coupe du monde des moins de 20 ans 2023.

## Statistiques
| Saison                | Club                  | Championnat           | Championnat | Championnat | Championnat | Coupe nationale | Coupe nationale | Coupe nationale | Coupe de la Ligue | Coupe de la Ligue | Coupe de la Ligue | Supercoupe | Supercoupe | Supercoupe | Compétition(s) continentale(s) | Compétition(s) continentale(s) | Compétition(s) continentale(s) | Compétition(s) continentale(s) | Argentine | Argentine | Argentine | Total | Total | Total |
| Saison                | Club                  | Division              | M.          | B.          | P.d.        | M.              | B.              | P.d.            | M.                | B.                | P.d.              | M.         | B.         | P.d.       | Comp.                          | M.                             | B.                             | P.d.                           | M.        | B.        | P.d.      | M.    | B.    | P.d.  |
| 2021                  | Rosario Central       | Primera Division      | 4           | 0           | 0           | -               | -               | -               | -                 | -                 | -                 | -          | -          | -          | CS                             | 1                              | 0                              | 0                              | -         | -         | -         | 5     | 0     | 0     |
| 2022                  | Rosario Central       | Primera Division      | 26          | 6           | 0           | 1               | 0               | 0               | 6                 | 2                 | 0                 | -          | -          | -          | -                              | -                              | -                              | -                              | -         | -         | -         | 33    | 8     | 0     |
| 2023                  | Rosario Central       | Primera Division      | 23          | 11          | 0           | 1               | 0               | 0               | -                 | -                 | -                 | -          | -          | -          | -                              | -                              | -                              | -                              | -         | -         | -         | 24    | 11    | 0     |
| Sous-total            | Sous-total            | Sous-total            | 53          | 17          | 0           | 2               | 0               | 0               | 6                 | 2                 | 0                 | -          | -          | -          | -                              | 1                              | 0                              | 0                              | -         | -         | -         | 62    | 19    | 0     |
| 2023-2024             | Tottenham Hotspur     | Premier League        | 8           | 1           | 0           | -               | -               | -               | -                 | -                 | -                 | -          | -          | -          | -                              | -                              | -                              | -                              | -         | -         | -         | 8     | 1     | 0     |
| Sous-total            | Sous-total            | Sous-total            | 8           | 1           | 0           | 0               | 0               | 0               | 0                 | 0                 | 0                 | -          | -          | -          | -                              | 0                              | 0                              | 0                              | -         | -         | -         | 8     | 1     | 0     |
| 2023-2024             | FC Séville (prêt)     | Liga                  | 5           | 0           | 0           | -               | -               | -               | -                 | -                 | -                 | -          | -          | -          | -                              | -                              | -                              | -                              | -         | -         | -         | 5     | 0     | 0     |
| Sous-total            | Sous-total            | Sous-total            | 5           | 0           | 0           | 0               | 0               | 0               | 0                 | 0                 | 0                 | -          | -          | -          | -                              | 0                              | 0                              | 0                              | -         | -         | -         | 5     | 0     | 0     |
| Total sur la carrière | Total sur la carrière | Total sur la carrière | 66          | 18          | 0           | 2               | 0               | 0               | 6                 | 2                 | 0                 | 0          | 0          | 0          | -                              | 1                              | 0                              | 0                              | 0         | 0         | 0         | 75    | 20    | 0     |